# Montjoie-le-Château
Montjoie-le-Château är en kommun i departementet Doubs i regionen Bourgogne-Franche-Comté i östra Frankrike. Kommunen ligger i kantonen Saint-Hippolyte som tillhör arrondissementet Montbéliard. År 2022 hade Montjoie-le-Château 22 invånare.

## Befolkningsutveckling
Antalet invånare i kommunen Montjoie-le-Château
Referens:INSEE